# Agathidium pulchellum
Agathidium pulchellum es una especie de escarabajos del género Agathidium, familia Leiodidae. Fue descrita por Wankowicz en 1869. La UICN clasifica la especie como casi amenazada.
Se encuentra en Finlandia, Suecia, Letonia, Lituania y Bielorrusia.